# 屍體會說話
《屍體會說話》（英語：Postmortem）為犯罪小說凱· 史卡佩塔系列的第一部作品，亦是作家派翠西亞·康薇爾的第一部作品，作品於1990年出版，派翠西亞即在1991年憑此作橫掃愛倫·坡獎、約翰·克雷西獎、安東尼獎、麥卡維帝獎、法國偵探小說獎五個歐美文學大獎。

## 故事簡介
四宗女性兇殺案接連在里奇蒙發生，女法醫凱· 史卡佩塔奉命調查，但兇案現場沒有留下指紋，只留下在特殊儀器下才會出現的閃光及若即若離的氣味，凱抽絲剝繭終於查出閃光的來源，不過調查另一邊卻因局長的政治壓力而受到阻礙。凱等調查人員懷疑氣味來自一種新陳代謝缺乏症的人身上，於是在報紙上渲染有關消息，迫使兇手現身，最終發現兇手是一名警方的調度員，因接到來電女性的電話而起殺意。